# Елефант Хед (Аризона)
Елефант Хед (енгл. Elephant Head) насељено је место без административног статуса у америчкој савезној држави Аризона.

## Демографија
По попису из 2010. године број становника је 612.
| Група             | 2000.    | 2010.       |
| Белци             | 0 (0,0%) | 421 (68,8%) |
| Афроамериканци    | 0 (0,0%) | 0 (0,0%)    |
| Азијати           | 0 (0,0%) | 9 (1,5%)    |
| Хиспаноамериканци | 0 (0,0%) | 163 (26,6%) |
| Укупно            | 0        | 612         |